# Áldor
Az Áldor germán eredetű magyar férfinév, ami származhat a germán Alderich, Aldarik névből, aminek a jelentése: öreg tapasztalt + hatalmas. Lehet az Aldó továbbképzése is.

## Gyakorisága
Az 1990-es években szórványosan fordult elő. A 2000-es és a 2010-es években nem szerepel a 100 leggyakrabban adott férfinév között.
A teljes népességre vonatkozóan a 2000-es és a 2010-es években az Áldor nem szerepelt a 100 leggyakrabban viselt férfinév között.

## Névnapok
- február 6.[2]